# Ellen Braae
Ellen Marie Braae (f. 1965) er landskabsarkitekt og siden 2009 professor i landskabsarkitektur på Det Bio- og Naturvidenskabelige Fakultet, Københavns Universitet. Hun er uddannet på Arkitektskolen Aarhus, hvorfra hun også har sin phd-grad. 
Hendes forskning vedrører bl.a. genbrug af udtjente post-industrielle områder, kulturarvsspørgsmål, efterkrigstidens velfærdslandskaber, og design med træer. 
Hun er bl.a. forfatter til bogudgivelserne Beauty Redeemed. Recycling of Post-Industrial Landscapes (2015), Den grønne kulturarv (2019), Urban Planning in the Nordic World (2022) og bl.a. medforfatter til Fortiden for tiden (2007)og Routledge Research Companion to Landscape Architecture (2018). Ellen Braae har været medlem af Det Frie Forskningsudvalg | Kultur og Kommunikation (2011-2015), forperson for Statens Kunstfonds Projekt- og Legatstøtteudvalg for Arkitektur (2018-2021), medlem af ekspertpanelet for en ny dansk arkitekturpolitik (2022-) og en ofte benyttet fagdommer.